# Галегос де Собринос
Галегос де Собринос (на испански: Gallegos de Sobrinos) е община в централно-западна Испания, автономна област Кастилия и Леон, провинция Авила. Населението на общината към 1 януари 2017 година е 48 души.